# Calycopis amphracles
Calycopis amphracles är en fjärilsart som beskrevs av William Schaus. Calycopis amphracles ingår i släktet Calycopis och familjen juvelvingar. Inga underarter finns listade i Catalogue of Life.